# سارة (مسلسل لبناني)
سارة، مسلسل درامي اجتماعي لبناني بطولة سيرين عبد النور، يوسف الخال ويوسف حداد. ويغطي حياة امرأة لبنانية تتعرض لخيانة زوجها، ومعاناة طلبها للطلاق أو الحصول علي حضانة أبنائها.
عرض العمل على قناة mtv اللبنانية، ثم أعيد عرضه على قناة إل بي سي الفضائية في رمضان من عام 2010.

## القصة
تدور أحداث المسلسل حول الفاتنة سارة أم لطفلين وامرأة متزوجة من عصام الذي تعيش معه حياة تعيسة تتعرض فيها للضرب والإهانة بلغت حد خيانته لها مع مدبرة مكتبه الشابة راغدة، تتعرف سارة على الشاب الوسيم طارق ابن مديرة مدرسة أطفالها الذي يغرم بها من أول نظرة وبحاول التقرب منها بالرغم من قرب موعد زواجه من خطيبته نانسي وبرغم من صد سارة له إلا أن اكتشافها لخيانة زوجها وفراغها العاطفي جعلها تقع في غرامه وبمساعدة صديقتها الكاتبة لينا تقرر سارة الطللاق من عصام. لتبدأ حرب طاحنة بينهما حول الطلاق وحضانة الأولاد وما يتخللها من ضعف قانوني ومجتمعي لحقوق المرأة والمجتمع اللبناني الذكوري التقليدي.

## طاقم التمثيل
- سيرين عبد النور: سارة
- يوسف الخال: طارق سالم
- يوسف حداد: عصام فرح
- ندى أبو فرحات: لينا
- باميلا الكيك: راغدة سعيد
- مجدي مشموشي: إحسان
- جويل الفرن: نانسي
- منى كريم: عفاف
- إدوار الهاشم: أب سارة
- وداد جبور: أم عصام
- غازي كبارة: أب عصام
- عماد فغالي: شادي أخ سارة
- كميل متى: فادي شريك عصام
- عاطف العلم: إبراهيم محامي عصام
- آن ماري سلامة: ريم
- جورج حران: وسيم محامي سارة
- محمد إبراهيم: سماح «منتج البرنامج»
- نوال كامل: عمة سارة
- يارا ماريا بو صالح: «لينا» ابنة سارة وعصام
- ألبرتينو كريكر: «أمين» ابن سارة وعصام